# Euphyia intermediata
Euphyia intermediata là một loài bướm đêm thuộc họ Geometridae. Loài này có ở bờ biển này đến bờ biển kia ở miền nam Canada và miền bắc Hoa Kỳ, phía nam ở phía đông đến North Carolina, phía nam ở phía tây đến California, Utah, và có thể ở Arizona. Nó cũng được tìm thấy ở phía bắc đến Northwest Territories.
Loài châu Âu Euphyia unangulata trước đây được cho là miền Toàn bắc. 
Sải cánh dài 21–27 mm. Con trưởng thành bay từ tháng 4 đến tháng 9. Có một lứa một năm.

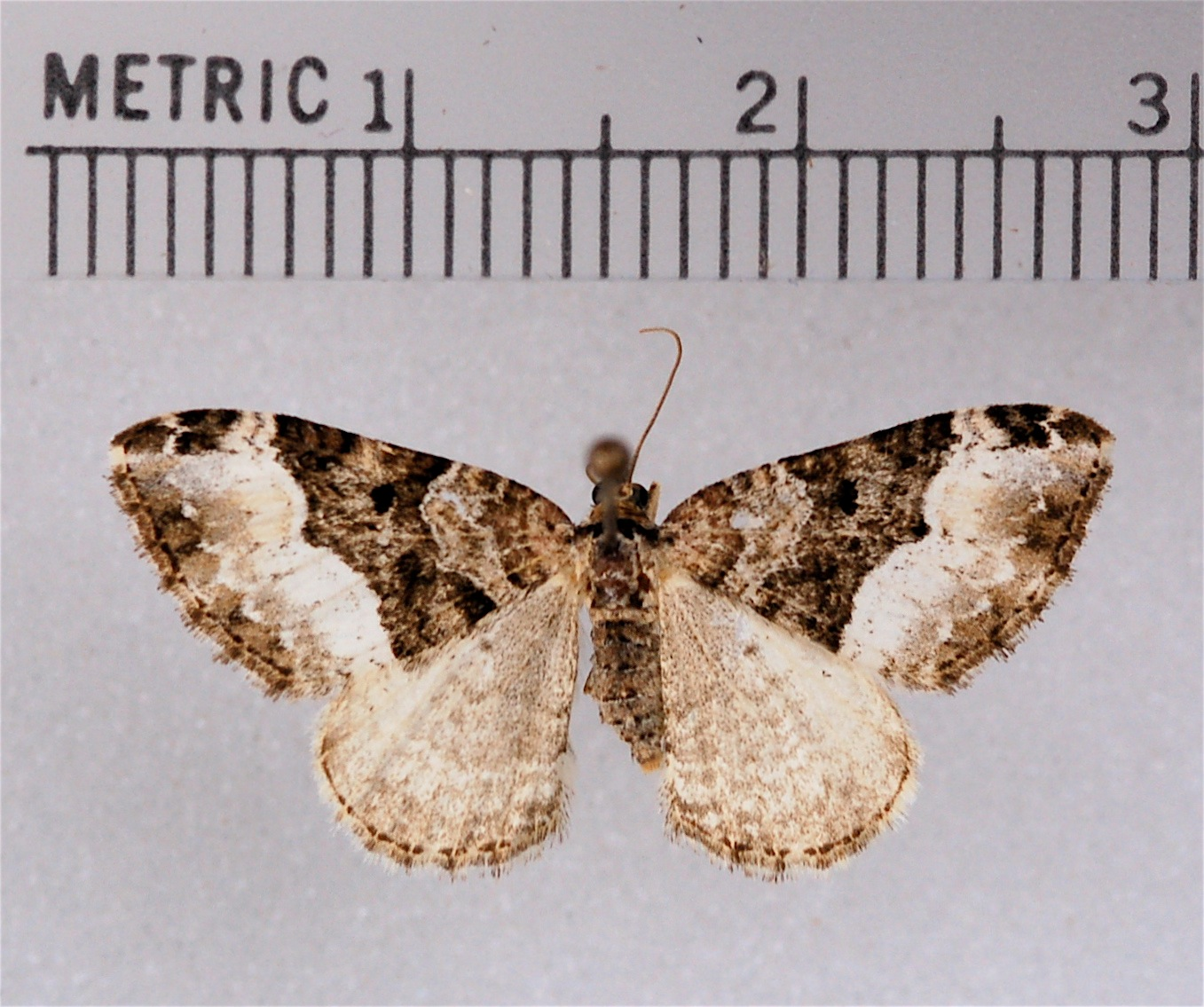

Ấu trùng ăn nhiều loại cây khác nhau, bao gồm bedstraw, carnation, chickweed, cây đu và mustard.